# American Orthopaedic Foot and Ankle Society
L'American Orthopaedic Foot and Ankle Society (AOFAS) è un'organizzazione medica professionale con sede a Rosemont, Illinois, negli Stati Uniti. Fondata nel 1969, riunisce circa 2.400 chirurghi ortopedici specializzati nella diagnosi, nel trattamento e nella ricerca delle patologie che interessano il piede e la caviglia.
La società si dedica alla promozione dell'eccellenza nella cura ortopedica attraverso programmi di formazione continua, iniziative di ricerca, concessione di sovvenzioni e sviluppo di risorse educative rivolte sia ai professionisti sanitari che al pubblico generale. L'AOFAS supporta medici ortopedici, ricercatori e altri operatori sanitari nel miglioramento delle conoscenze e delle competenze nel campo della medicina e della chirurgia ortopedica del piede e della caviglia.
L'organizzazione pubblica anche una rivista scientifica sottoposta a revisione paritaria, Foot & Ankle International, che rappresenta una risorsa di riferimento per la comunità scientifica e clinica internazionale.

## Storia

### La Fondazione
L'American Orthopaedic Foot and Ankle Society (AOFAS) è un'organizzazione medica professionale fondata nel 1969 con il nome di American Orthopaedic Foot Society (AOFS). Tra i suoi membri fondatori figurano illustri chirurghi ortopedici come Nathaniel Gould, Robert Joplin, Nicholas Giannestras, Melvin Jahss, Hampar Kelikian, Paul Lapidus e Joseph Milgram. Nei primi anni, diversi fondatori hanno ricoperto la carica di presidente, contribuendo a guidare l'organizzazione nelle sue fasi iniziali.
Il primo congresso scientifico della società si è tenuto nel 1971 a San Francisco, e nel 1973, grazie al presidente Robert Samilson, l'AOFS è diventata il primo affiliato dell'American Academy of Orthopaedic Surgeons (AAOS).
Negli anni '80, l'organizzazione ha ampliato la propria missione, cambiando ufficialmente il nome in American Orthopaedic Foot and Ankle Society nel 1983 per riflettere una visione più ampia delle patologie trattate. Poco dopo, sotto la presidenza di John Gould, l'AOFAS si distaccò dall'AAOS, diventando un'organizzazione indipendente.
Nel 1981, Melvin Jahss, uno dei membri fondatori dell'American Orthopaedic Foot and Ankle Society (AOFAS), istituì la prima rivista ufficiale della società, Foot & Ankle, successivamente rinominata Foot & Ankle International.
Nel 1983, l'organizzazione cambiò ufficialmente nome da American Orthopaedic Foot Society (AOFS) a American Orthopaedic Foot and Ankle Society (AOFAS), per riflettere una visione più ampia delle patologie trattate. A metà degli anni '80, sotto la presidenza di John Gould, figlio del fondatore Nathaniel Gould, l'AOFAS si distaccò dall'affiliazione con l'American Academy of Orthopaedic Surgeons (AAOS), diventando un'organizzazione indipendente e continuando a espandere il proprio ruolo nel campo dell'ortopedia del piede e della caviglia.

### Dal 1990 a oggi
Negli anni '90, l'American Orthopaedic Foot and Ankle Society ha focalizzato i suoi sforzi sulla ricerca e sensibilizzazione riguardo agli effetti delle calzature sulla salute di piedi e caviglie. Numerosi studi condotti dall'organizzazione hanno evidenziato problematiche legate alle calzature femminili, in particolare ai danni causati dai tacchi alti.
Nel 1992, in collaborazione con la National Shoe Retailers Association (NSRA), l'AOFAS ha lanciato una campagna pubblica con l'opuscolo "10 punti per una calzata corretta delle scarpe", mirata a educare i consumatori sull'importanza di calzature salutari.
Nel 1994, l'AOFAS ha esortato i produttori a sviluppare "scarpe da donna che non deformino il piede" e, nel 1996, sotto la presidenza di G. James Sammarco, ha avviato un programma di "sigillo di approvazione" per valutare comfort e qualità del design delle calzature. Durante questo periodo, l'organizzazione aveva uffici a Seattle, consolidando la sua influenza nel settore.
Nel 2001, sotto la guida del presidente Pierce Scranton, l'AOFAS ha fondato l'Orthopaedic Foot and Ankle Outreach and Education Fund (OEF), un'organizzazione senza scopo di lucro per fornire istruzione e assistenza medica a comunità svantaggiate in tutto il mondo.
Nel 2005, ha lanciato il sito web FootCareMD.com per offrire risorse educative al grande pubblico. Nel 2011, Judith Baumhauer è diventata la prima presidente donna, segnando un momento storico per l'organizzazione, che ha poi rinominato l'OEF in Orthopaedic Foot & Ankle Foundation nel 2014.
Nel 2017, l'AOFAS ha lanciato la campagna "Cerca la 'O'" per promuovere il ricorso a chirurghi ortopedici qualificati per il trattamento del dolore al piede e alla caviglia.
Nel settembre 2020, Bruce E. Cohen è stato eletto presidente, proseguendo la missione di crescita e innovazione dell'organizzazione.

## Soci
L'American Orthopaedic Foot and Ankle Society conta circa 2.400 membri, tutti chirurghi ortopedici specializzati nella diagnosi e nel trattamento di una vasta gamma di infortuni, malattie e disturbi che interessano il piede e la caviglia.
I membri dell'AOFAS sono professionisti altamente qualificati che hanno completato un percorso formativo rigoroso, con quattro anni di studi in una scuola di medicina, seguiti da cinque anni di specializzazione in ortopedia. A questo si aggiunge una borsa di studio di uno o due anni, focalizzata specificamente sulla cura e sulla chirurgia del piede e della caviglia, garantendo un livello di competenza approfondito in questa sotto specialità.